# Chanagun Arpornsutinan
Chanagun Arpornsutinan (ชนกันต์ อาพรสุทธินันธ์), noto anche con lo pseudonimo di Gunsmile (กันสมาย), o semplicemente Gun (กันต์), (Bangkok, 3 marzo 1996), è un attore televisivo thailandese.

## Filmografia

### Televisione
- Love Sick: The Series - Rak wun wai run saep - serie TV (2014-2015)
- Love Songs Love Series - serie TV (2016)
- Melody of Life - serie TV (2016)
- SOTUS: The Series - Phi wak tua rai kap nai pi nueng - serie TV, 15 episodi (2016-2017)
- Little Big Dream - Khwam fan an sungsut - film TV (2016)
- U-Prince Series - serie TV, 3 episodi (2017)
- My Dear Loser - Rak mai aothan - serie TV, 10 episodi (2017)
- SOTUS S: The Series - serie TV, 13 episodi (2017-2018)
- Kiss Me Again - Chup hai dai tha nai nae ching - serie TV (2018)
- Our Skyy - Yak hen thong fah pen yang wan nan - miniserie TV, 1 episodio (2018)
- He's Coming To Me - miniserie TV, 8 episodio (2019)
- 3 Will Be Free - serie TV, 10 episodi (2019)
- 2gether: The Series - serie TV, 13 episodi (2020)
- Still 2gether - serie TV, 5 episodi (2020)

## Discografia

### Singoli
- 2014 - Sun (Shake) (con il cast di "Love Sick: The Series - Rak wun wai run saep")
- 2014 - Pahn
- 2016 - Yah pit[1]